# Karl Georg Haldenwang

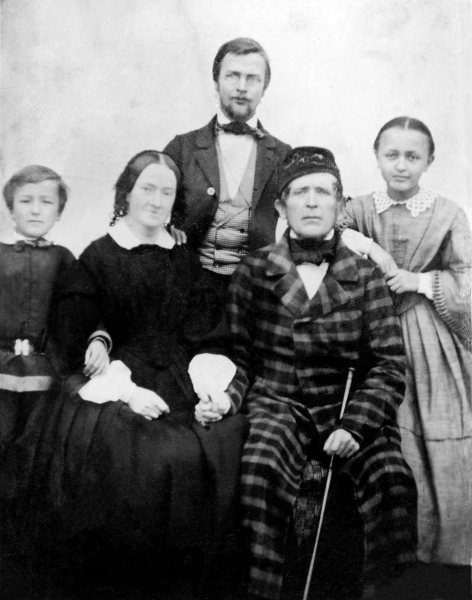
Karl Georg Haldenwang (2. von rechts, mit Kopfbedeckung und Stock) – bereits gesundheitlich eingeschränkt – im Kreis seiner Familie; Studiofotografie um 1860

Karl Georg Haldenwang, auch Carl Georg Haldenwang (geboren am 16. Oktober 1803 in Simmozheim, Herzogtum Württemberg; gestorben am 30. August 1862 in Heilbronn, Königreich Württemberg) war ein evangelischer Pfarrer und zeitweilig Redakteur bei verschiedenen württembergischen Tageszeitungen des 19. Jahrhunderts. Einer breiteren Öffentlichkeit bekannt wurde er vor allem als früher Wegbereiter der modernen Behindertenhilfe im deutschsprachigen Raum.
Durch die im Jahr 1838 erfolgte Eröffnung eines „Rettungshauses für schwachsinnige Kinder“ in der württembergischen Schwarzwaldgemeinde Wildberg bei Calw gründete er – beeinflusst von der neupietistischen Erweckungsbewegung im 19. Jahrhundert – die in den Staatsgebilden des damaligen Deutschen Bundes erste schulische Einrichtung für geistig behinderte Kinder und Jugendliche mit einer für seine Zeit wegweisenden pädagogischen Konzeption, die auf nachfolgende Entwicklungen in der Sonderpädagogik und Geistigbehindertenpädagogik einen maßgeblichen Einfluss ausübte.

## Leben und Wirken

### Jugend, Ausbildung und erste Berufserfahrungen (1803–1833)
Karl Georg Haldenwang war ein Sohn von Johann Martin Haldenwang, der zunächst Rektor der Simmozheimer Dorfschule und ab 1805 Bürgermeister vor Ort war. Die Mutter Susanne Kathrina Müller (1775–1859) entstammte einer Simmozheimer Bauernfamilie. Dem politisch engagierten und auch publizistisch tätigen Vater war die höhere Bildung und Ausbildung seiner Kinder ein wichtiges Anliegen.
Beim Besuch der Lateinschule in Tübingen reifte im jungen Karl Georg wie zuvor bei seinem älteren Bruder der Berufswunsch des Pfarrers heran. So wechselte er im Jahr 1818 auf das evangelisch-theologische Seminar Urach. Dort schnitt er 1822 als Jahrgangsbester ab und begann am Tübinger Stift das Studium der evangelischen Theologie. Sowohl in Urach als auch in Tübingen war er Kommilitone des zeitgleich mit ihm im selben Fach studierenden späteren Lyrikers Eduard Mörike.
Sein Vikariat absolvierte Haldenwang in der Ostalb-Gemeinde Gschwend. Nachdem der Pfarrer dort verstorben war, füllte er die Pfarrstelle zeitweilig allein aus. Nach Bestehen der zweiten Dienstprüfung wurde er 1827 zum Lehrer am Uracher Seminar berufen, wo er erst fünf Jahre zuvor seinen offiziellen Schulabschluss erlangt hatte.
1829 erhielt er angesichts seiner herausragenden Leistungen ein Stipendium für ein Studienjahr in der Schweiz. Zurück in Württemberg trat er im Anschluss daran für ein knappes Jahr vertretungsweise eine Pfarrstelle in Welzheim an, bevor er 1831 vorerst Urlaub vom Pfarrdienst nahm und eine Stelle als Redakteur bei der seinerzeit renommiertesten württembergischen Tageszeitung Schwäbischer Merkur in Stuttgart annahm.

### Stadtpfarrer in Wildberg, Gründung des „Rettungshauses“ (1833–1845)
Im Jahr 1833 setzte der mittlerweile 30-jährige Haldenwang seine seelsorgerische Tätigkeit fort. In der zu dieser Zeit hochverschuldeten württembergischen Schwarzwaldgemeinde Wildberg wurde er zum Stadtpfarrer berufen und erhielt damit seine erste feste Pfarrstelle. Mit dem kirchlichen Amt war auch die Oberaufsicht über die Schulen vor Ort verbunden. Um den sozialen Problemen, insbesondere der hohen Arbeitslosigkeit in Wildberg und Umgebung entgegenzutreten, gründete er eine Ausbildungseinrichtung für Lehrer sowie eine Werkstätte für mittellose Jugendliche mit angeschlossener Schule. Unterstützung bei seinem sozialen Engagement erhielt er von seiner Ehefrau Marie Luise, geborene Pfähler, die er zu Beginn seiner Zeit in Wildberg geheiratet hatte. Im Laufe der Ehe brachte sie sieben Kinder zur Welt, von denen jedoch drei das Kleinkindalter nicht überlebten.
Besondere Aufmerksamkeit widmete Haldenwang den geistig behinderten Kindern, die – oft isoliert, ausgestoßen und drangsaliert – im Einzugsgebiet seiner Gemeinde unter meist menschenunwürdigen Bedingungen lebten. Haldenwang machte es sich zum Ziel, auch diesen Kindern eine Entwicklungsperspektive zu eröffnen. Er war der Überzeugung, dass „jedes Kind (...) unabhängig von seinen individuellen Möglichkeiten ein Recht auf Erziehung und Bildung durch Unterricht“ hat. So gründete er 1838 mit dem „Rettungshaus für schwachsinnige Kinder“ in Wildberg sozusagen die erste „sonderpädagogische“ Bildungseinrichtung für geistig Behinderte im deutschsprachigen Raum. Untergebracht war dieses „Rettungshaus“, in dem zunächst 15 als „Kretine“ geltende Kinder beschult wurden, im ersten Jahr seines Bestehens in einer Mietwohnung. Im Jahr darauf folgte, bedingt durch eine um das Doppelte gestiegene Schülerzahl von auch auswärtigen behinderten Kindern, der Umzug in ein größeres Haus, für dessen Kauf der württembergische Staat einen Zuschuss von 1500 Gulden beisteuerte. Außer der Schule war darin ein Internat untergebracht, in dem die Kinder über den allgemeinbildenden Unterricht (in den Fächern Religion, Lesen, Schreiben, Rechnen und „Leibeserziehung“) hinausgehende pädagogische Betreuung erhielten. Die Leitung der Einrichtung oblag Mine Härther, einer Schwester Haldenwangs.
Karl Georg Haldenwangs „Rettungshaus“ erregte weit über Wildberg hinaus öffentliches Interesse. Insbesondere war der Uracher Oberamtsarzt Carl Heinrich Rösch im Rahmen der vom württembergischen König Wilhelm I. in Auftrag gegebenen und 1844 veröffentlichten Forschungsarbeit zum „Kretinismus“ in Württemberg auf Haldenwangs Arbeit aufmerksam geworden. Angesichts derartiger Wirkung plante Haldenwang, sein Schulinternat zu erweitern und auch älteren Behinderten eine angemessene Versorgung zukommen zu lassen. Gesundheitliche Probleme veranlassten ihn jedoch, sein persönliches Engagement auf ärztliches Anraten hin einzuschränken. Nach der vorläufigen Konsolidierung des Wildberger „Rettungshauses“ erfolgte 1845 nach seinem entsprechenden Antrag die Versetzung auf eine Pfarrei in Giengen an der Brenz.
Trotz der Bemühungen um die Absicherung seiner Einrichtung in Wildberg fehlte es dort nach seinem Weggang an Kompetenz und persönlichem Durchhaltevermögen seiner Nachfolger gegen wirtschaftliche Probleme und örtliche Empfindlichkeiten. Das Wildberger „Rettungshaus“ musste 1847 geschlossen werden. Die dort zuletzt noch verbliebenen Schüler konnten in der kurz darauf im selben Jahr von Carl Heinrich Rösch neu gegründeten „Heil und Pflegeanstalt Mariaberg“ (als bis heute bestehende Einrichtung der Jugend- und Behindertenhilfe bekannt unter dem Namen Mariaberg e. V.) übernommen werden.
Unter Haldenwangs Verwandten waren einige in weiteren Einrichtungen der Behindertenpflege tätig. Sein Vetter Georg Friedrich Müller (1804–1892) war Vorstand von entsprechenden Heimen in Riet und Winterbach, den Vorläufern der Diakonie Stetten, Cousinen von Haldenwang waren in teils leitenden Positionen in verschiedenen Anstalten beschäftigt, die später ebenfalls Teil der Diakonie Stetten wurden: Regina Magdalena Müller (1808–1895) arbeitete in der „Privatirrenanstalt“ von Grunbach, Karoline Müller (1810–1891) war erst Hausgehilfin in Riet und dann in Grunbach, Regine Müller (1817–1904) arbeitete als „Hausmutter“ in Winterbach und Stetten, Luise Müller (1824–1906) als Lehrerin und Pflegerin in Riet.

### Letzte Jahre, Pfarrer in Giengen und Böckingen (1845–1862)
In Giengen an der Brenz hatte Karl Georg Haldenwang das evangelische Pfarramt ab 1845 für vier Jahre inne. Dort gab er auch die Zeitung Der Grenzbote heraus.
Im Jahr 1849, zu einer Zeit, als mit den revolutionären Umbrüchen von 1848/49 in den Staaten des Deutschen Bundes neue politische Möglichkeiten offenzustehen schienen und eine weitreichende Pressefreiheit publizistische Entfaltung versprach, dabei viele neue, wenn auch oft nicht lange existierende Presseorgane gegründet wurden, wechselte Haldenwang erneut seine Profession und wurde Chefredakteur der Württembergischen Zeitung in Stuttgart. Nach etwa einem Jahr kehrte er jedoch in den Pfarrdienst zurück.
In Böckingen trat er im Sommer 1850 seine letzte Pfarrstelle an. Diese zu der Zeit selbständige Gemeinde (heute ein Stadtteil von Heilbronn) war geprägt durch ein starkes Bevölkerungswachstum im Zuge der rasch voranschreitenden Industrialisierung der Nachbarstadt Heilbronn im Lauf des 19. Jahrhunderts (vgl. Industrielle Revolution in Deutschland). Es waren vor allem Arbeiter oder Arbeitsuchende, die infolge der Auswirkungen des Pauperismus unter oft ärmlichen Bedingungen ohne soziale Absicherung in Böckingen lebten. Bei diesen Menschen fand Haldenwang in Ergänzung zu seinem Pfarramt neue soziale Betätigungsfelder vor. So gründete er einen Wohltätigkeitsverein und eröffnete mehrere Einrichtungen für die benachteiligte Bevölkerung der Gemeinde: eine Suppenküche für Alte und Arme, einen Kindergarten, eine Näh- und Strickschule für Mädchen. Des Weiteren versuchte er der verbreiteten Arbeitslosigkeit vor Ort entgegenzuwirken, indem er durch auf seine Initiative angeregte aus der öffentlichen Hand finanzierte Aufforstungsarbeiten neue Arbeitsplätze schuf.
Die sozialen Herausforderungen, die Haldenwang in Böckingen zu bewältigen versuchte, wirkten sich mit der Zeit kräftezehrend aus. Ab Ende der 1850er Jahre verstärkten sich seine gesundheitlichen Probleme. 1862 wurde er auf eigenen Antrag hin in den Ruhestand versetzt und zog mit seiner Familie nach Heilbronn, wo er nur wenige Wochen nach seiner Pensionierung am 30. August 1862 im Alter von 58 Jahren starb.

## Posthume Würdigung
In Deutschland, vor allem in Baden-Württemberg sind heute verschiedene Schulen für Schüler und Schülerinnen mit besonderem Unterstützungs- und Betreuungsbedarf – namentlich Förderschulen für geistig Behinderte oder Lernbehinderte – nach Karl Georg Haldenwang benannt, darunter (alphabetisch nach Ort sortiert) die
- Karl-Georg-Haldenwang-Schule in Bad Teinach-Zavelstein, Baden-Württemberg[6]
- Haldenwangschule in Dorsten, Nordrhein-Westfalen[7]
- Karl-Georg-Haldenwang-Berufsschule in Gammertingen-Mariaberg mit Zweigstelle in Sigmaringen, Baden-Württemberg, eine Förderberufsfachschule (Berufsfindung) und Sonderberufsschule (Beschulung in verschiedenen Fachwerkerausbildungen)[8]
- Karl-Georg-Haldenwang-Schule des Landkreises Böblingen in Leonberg, Baden-Württemberg[9]
- Karl-Georg-Haldenwang-Schule in Münsingen, Baden-Württemberg[10]

## Einzelbelege
1. ↑  Geschichte der Sonderpädagogik auf www.sonderpaed-online.de
2. ↑  Karl Georg Haldenwang zitiert nach dem online verfügbaren chronologischen Lebenslauf Haldenwangs, dokumentiert auf www.kghschule.de
3. ↑  Carl Heinrich Rösch: Untersuchungen über den Kretinismus in Württemberg. Mit Anmerkungen von Johann Jakob Guggenbühl und einem Vorworte von Georg Jäger (= Neue Untersuchungen über den Kretinismus oder die Entartung des Menschen in ihren verschiedenen Graden und Formen. Hrsg. v. Karl Maffei, Karl Heinrich Rösch. Bd. 1). F. Enke, Erlangen 1844 (Digitalisat)
4. ↑  Dienst am hilflosen Volk. 100 Jahre Heil- und Pflegeanstalt für Schwachsinnige und Epileptische in Stetten i. R., Stuttgart 1949, Anhang 6: Die „Anstaltsleute“ der Familie Müller-Landenberger.
5. ↑  Die Böckinger Chronik (Peter Wanner (Red.): Böckingen am See. Ein Heilbronner Stadtteil – gestern und heute. Stadtarchiv Heilbronn, Heilbronn 1998, ISBN 3-928990-65-9 (Veröffentlichungen des Archivs der Stadt Heilbronn. Band 37, S. 335, zum weiteren Wirken Haldenwangs in Böckingen S. 335 f. S. 338 ff. u. a.)
6. ↑  Karl-Georg-Haldenwang-Schule in Bad Teinach-Zavelstein
7. ↑  Haldenwangschule (Memento vom 21. April 2014 im Internet Archive) in Dorsten
8. ↑  Vorstellung der Karl-Georg-Haldenwang-Berufsschule in Gammertingen-Mariaberg (www.mariaberg.de)
9. ↑  online-Präsenz der Haldenwangschule in Leonberg (haldenwangschule-leonberg.de)
10. ↑  online-Präsenz der Karl-Georg-Haldenwang-Schule in Münsingen (www.haldenwang-schule.de)

| Personendaten    | Personendaten                                      |
| ---------------- | -------------------------------------------------- |
| NAME             | Haldenwang, Karl Georg                             |
| ALTERNATIVNAMEN  | Haldenwang, Carl Georg                             |
| KURZBESCHREIBUNG | deutscher evangelischer Pfarrer und Sozialreformer |
| GEBURTSDATUM     | 16. Oktober 1803                                   |
| GEBURTSORT       | Simmozheim                                         |
| STERBEDATUM      | 30. August 1862                                    |
| STERBEORT        | Heilbronn                                          |